# Eva Spekhorstová
Eva Maria Spekhorst (Eva Spekhorstová, * 2004, Třebíč) je česká polyglotka.

## Biografie
Eva Spekhorstová se narodila nizozemskému otci a české matce, žila od dětství ve Starči u Třebíče, kde se začala věnovat studiu jazyků. V 15 letech plynně mluvila 17 cizími jazyky. Studovala na Pražské humanitní gymnázium, kde přeskočila ročník a následně odešla studovat obory informatika a staroorientální studia (Vorderasiatische Altertumskunde) na univerzitu ve Freiburgu (Albert-Ludwigs-Universität Freiburg). Je stipendistkou Bakala Foundation od roku 2022. 
Věnovala se zpočátku rodným jazykům, jež jsou němčina a čeština, následně se začala věnovat angličtině, španělštině, italštině nebo korejštině. Věnuje se také hudbě, hraje na sólovou kytaru a klavír. Je autorkou monografie Jak mluvili Etruskové, která vznikla v rámci Středoškolské odborné činnosti.
V roce 2021 a 2022 obdržela ocenění Talent Vysočiny.